# Ernesto Bonino (cantante)
Ernesto Pietro Bonino (Torino, 16 gennaio 1922 – Milano, 29 aprile 2008) è stato un cantante italiano.

## Biografia
Iniziò la sua carriera nei locali della sua città natale, verso la fine degli anni trenta. In quel periodo, Torino era un ambiente molto vivace dal punto di vista musicale: anche Fred Buscaglione muoveva i primi passi esibendosi nei night.
Ernesto Bonino ottenne un'audizione all'EIAR grazie al maestro Carlo Prato, che aveva già lanciato il Trio Lescano. Il suo debutto radiofonico avvenne il 5 gennaio 1941 con la canzone Tango argentino. Fu subito un successo, a cui ne seguirono molti altri: La Paloma, Se fossi milionario, La famiglia canterina (cantata insieme al Trio Lescano), A zonzo (che fu successivamente reinterpretata con parole diverse da Alberto Sordi), Musica Maestro, Il giovanotto matto (uno dei suoi più grandi successi, composto da Lelio Luttazzi), Ti comprerò l'armonica, Conosci mia cugina?. Negli anni quaranta Ernesto Bonino, soprannominato "Mister Swing" (grazie alla sua voce chiara e disinvolta, perfetta per il ritmo sincopato), rivaleggiava in popolarità solo con Natalino Otto, Oscar Carboni e Alberto Rabagliati.
Nel 1947, Ernesto Bonino partì per una lunga tournée in America Latina: Perù, Argentina, Cile, Brasile, Venezuela, Messico, Cuba. In coppia con Tina De Mola conquistò L'Avana con la canzone Chinito chinita.

Ernesto Bonino, Michele Montanari, Caterina Lescano, Silvana Fioresi, Giuditta e Sandra Lescano, Pippo Barzizza all'EIAR di Torino; febbraio 1941

Nel 1952 si trasferì negli Stati Uniti, dove realizzò il suo sogno di cantare i classici del jazz nei migliori club di New York, Chicago e Miami. Rientrò temporaneamente in Italia solo nel 1955, per partecipare alla commedia musicale di Garinei e Giovannini La granduchessa e i camerieri, con Wanda Osiris. Finita la stagione teatrale, tornò a lavorare negli USA fino al 1958.
Ernesto Bonino partecipò un'unica volta al Festival di Sanremo 1962, piazzandosi al terzo posto con la canzone Gondolì, Gondolà scritta dalla coppia Renato Carosone-Nisa. Dopo il Festival, Carosone lo ingaggiò per il suo spettacolo, che portò in giro per l'Europa.
La popolarità di Ernesto Bonino si spense però dopo quella fortunata tournée. Negli anni settanta e ottanta fu talvolta ospite in televisione, in brevi apparizioni canore che rievocavano la musica del passato: ricordiamo la sua partecipazione a trasmissioni come Milleluci (1974), con Mina e Raffaella Carrà, e Cari amici vicini e lontani (1984), condotto da Renzo Arbore.
Nel 1986 Bonino perse la voce in seguito ad un'operazione chirurgica. Nel dicembre 2000 lo Stato italiano gli assegnò un assegno vitalizio in base alla Legge Bacchelli. Dal 23 aprile 2003 fino alla morte fu ospite della casa di riposo per musicisti Giuseppe Verdi di Milano.
È tumulato in un colombaro al Cimitero Maggiore di Milano.

## Discografia parziale

### Singoli
- 1940 - Una romantica avventura/Macariolita (Cetra, IT 869; lato A cantato da Lina Termini)
- 1940 - Il mio tipo/Piso e pisello (Cetra, IT 890)
- 1942 - Se fossi milionario/Se dai retta a me (Cetra, DC 4042)
- 1942 - A zonzo/Musica maestro (Cetra, DC 4122)
- 1944 - Il giovanotto matto/Bambola (Cetra, AA-385)

## Programmi radiofonici Rai
- Quando cantavano Ernesto Bonino e il Trio Lescano, trasmesso il 22 aprile 1958